# DokuWiki
DokuWiki è un software lato server basato sulla filosofia wiki, scritto in PHP e utilizzabile senza database: i dati inseriti vengono infatti gestiti dal file system.
Il software è stato sviluppato con l'intento evidente di fornire un supporto adeguato a chi ha la necessità di pubblicare contenuti di tipo manualistico: il nome stesso, DokuWiki, non è altro che la contrazione di "documentation wiki".
DokuWiki è disponibile sotto licenza GNU GPL, Versione 2.
Tra le funzionalità offerte da DokuWiki vi è il salvataggio delle precedenti versioni della pagina modificata, per garantire il recupero dei dati andati perduti per malizia o disattenzione degli utenti.